# Pies od Luizy
Pies od Luizy – album muzyczny duetu gitarowego utworzonego przez Dariusza Duszę i Jerzego Mercika, dwóch byłych muzyków polskiego zespołu
punkrockowego Śmierć Kliniczna.
Na tej autorskiej płycie, nagranej w 2002, znalazło się 15 „harcerskich”, zagranych akustycznie utworów. Wykonawcy są zarówno kompozytorami jak i autorami tekstów. Śpiewającego Jerzego „Mercedesa” Mercika wspomaga wokalnie Marek Razewski, a brzmienie gitar wzbogacane jest dźwiękami wiolonczeli i instrumentów klawiszowych. Wydawcą CD w styczniu 2002 był Marek Różycki; II wydanie, z 3 czerwca 2005 firmował MORITZ.

## Muzycy
- Jerzy Mercik – śpiew, gitara akustyczna
- Dariusz Dusza – gitara akustyczna

gościnnie:
- Grzegorz Gutowski – instrumenty perkusyjne
- Paweł Pyszkowski – instrumenty klawiszowe (pianino, Hammond, akordeon)
- Marek Różycki – wiolonczela
- Marek Razewski – śpiew

## Lista utworów
| 1.  | „O rzeczach, o których głośno się nie mówi” (sł. i muz. Dariusz Dusza) | 4:41    |
|     |                                                                        |         |
| 2.  | „O bezczynności co i zabić potrafi” (sł i muz. Jerzy Mercik)           | 3:58    |
|     |                                                                        |         |
| 3.  | „O lesie, który woła mnie” (sł. i muz. Dariusz Dusza)                  | 3:42    |
|     |                                                                        |         |
| 4.  | „O panu, co ruchem ulicznym kierował” (sł i muz. Jerzy Mercik)         | 5:03    |
|     |                                                                        |         |
| 5.  | „O litości, co też marketingu wymaga” (sł i muz. Jerzy Mercik)         | 4:45    |
|     |                                                                        |         |
| 6.  | „O Luizie, co z domu poszła precz” (sł i muz. Jerzy Mercik)            | 4:36    |
|     |                                                                        |         |
| 7.  | „O panu, co zasnął w fontannie” (sł i muz. Jerzy Mercik)               | 5:44    |
|     |                                                                        |         |
| 8.  | „O rozpaczy, co się czasem ogłasza” (sł. i muz. Dariusz Dusza)         | 4:10    |
|     |                                                                        |         |
| 9.  | „O dziewczynie, co mówiła bardzo brzydko” (sł i muz. Jerzy Mercik)     | 4:44    |
|     |                                                                        |         |
| 10. | „O dachu, na którym stoję” (sł. i muz. Dariusz Dusza)                  | 4:14    |
|     |                                                                        |         |
| 11. | „O bębenku, co jest z blachy” (sł. i muz. Dariusz Dusza)               | 4:01    |
|     |                                                                        |         |
| 12. | „O klonowaniu, co szczęście przynosi” (sł. i muz. Dariusz Dusza)       | 3:26    |
|     |                                                                        |         |
| 13. | „O wypadkach, co cieszą” (sł i muz. Jerzy Mercik)                      | 4:03    |
|     |                                                                        |         |
| 14. | „O polityce, co nad nami rozkraczona jest” (sł. i muz. Dariusz Dusza)  | 5:22    |
|     |                                                                        |         |
| 15. | „Kopło mnie przy goleniu” (muz. Jerzy Mercik)                          | 1:44    |
|     |                                                                        |         |
|     |                                                                        | 1:04:13 |
|     |                                                                        |         |